# Antoine Boute
Antoine Boute (Brussel, 1978) is een Belgische experimentele performer, schrijver en dichter. Zijn teksten kenmerken zich door hallucinante scènes, vaak met een gewelddadig of surrealistisch karakter. Als performer maakt hij gebruik van een vorm van keelzang, waarbij de gesproken tekst dynamisch afgewisseld wordt met gestotter, en soms ontspoort in pure klank. Boute schrijft zijn teksten meestal in het Frans, maar treedt ook regelmatig op in het Nederlands. Daarnaast organiseert hij festivals en evenementen. Hij leeft en werkt in Tervuren.

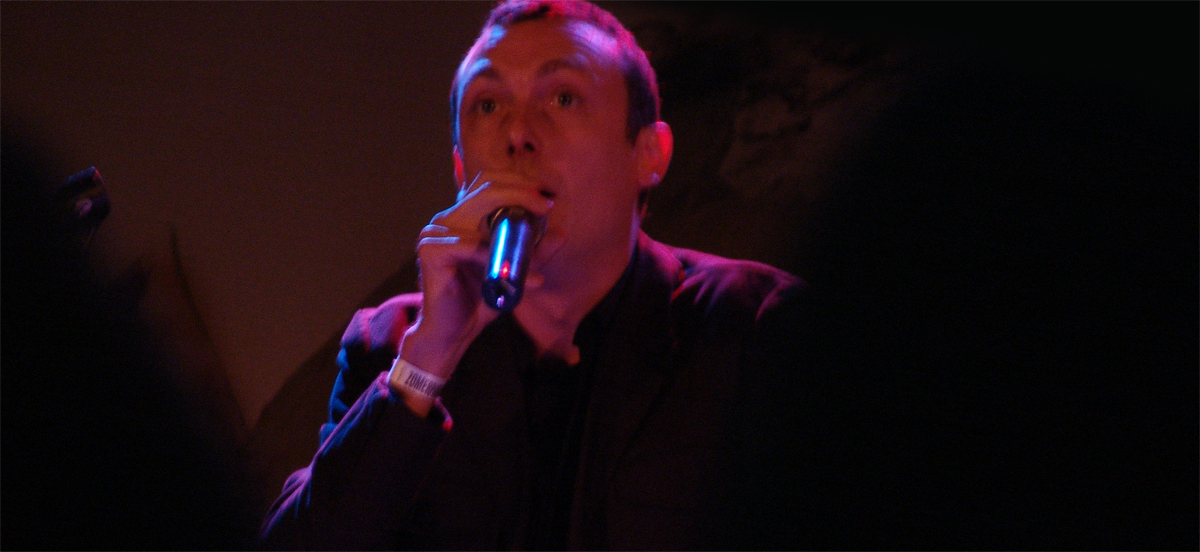
Antoine Boute live tijdens het Zomerparkfeest, Venlo, 2010

## Biografie
Antoine Boute is filosoof van opleiding, werkte als notaris en – in zijn eigen woorden – ‘experimenteel’ slager en geeft naast zijn vele optredens in Nederland, België en Frankrijk les aan een hogeschool. Ook organiseert hij cross-mediale evenementen, de zogenaamde ‘BRUL-avonden’, in Les Ateliers Claus en het performance-festival ‘Boslawaai’ in het Zoniënwoud in Brussel. Hij verkent de grenzen tussen lichaam, taal, beeld en stem door het gebruik van een groot aantal middelen en media: experimentele romans, poëtische teksten, essays, klankperformances in het Frans en in het Nederlands, conferenties, grafische poëzie, films, performances op het internet, collectieve geschriften met zijn kinderen en speelt samen met Mauro Pawlowski en JP De Gheest in de noise-poetry groep Perte Totale Operations. Hij is de auteur van een tiental boeken, uitgeven in Frankrijk, België en Canada, waaronder Cavales (2005), Du toucher. Essai sur Pierre Guyotat,(2008) en Tout Public (2011). Hij werkte ook samen met daklozen.

## Visuele poëzie
Boute tekent veel, waarbij zijn teksten slierten vormen. Deze werken worden ook tentoongesteld. In zijn presentatie ‘Rotweg Pornolettrisme’ bij uitgeverij Demian waren enkele groot formaat tekeningen, een film - 'Psychopathische Polar' met beelden van videokunstenaar Alexandra Crouwers op een live audio-opname van een optreden van Boute i.s.m. gitarist Jean Delacoste - een verzameling artefacten, een behang en een aantal van zijn uitgaves te zien.

## Invloeden
Antoine Boute’s universum kwam onder meer tot stand onder invloed van de subversieve en psychisch getergde Franse schrijver Pierre Guyotat, wiens boek ‘Eden, Eden, Eden’ (1971) een tijd lang werd geboycot en gedeeltelijk uit bijna onleesbare passages bestaat. Daarnaast is de filosoof Derrida, de grondlegger van de deconstructie en zijn bijbehorende gedachte dat een tekst alleen naar de eigen interne logica verwijst, van invloed. Dit is een belangrijk onderdeel in Boute’s teksten en performances. Boute begint bijvoorbeeld de tekst ‘Psychopatische Thriller’ in het moment zelf: “Op dit ogenblik ben ik een roman aan het schrijven”, waarna de rest van de tekst verschuift tussen de beschrijving van de roman die alleen binnen de voorgedragen tekst bestaat, Boute’s karakter binnen de voordracht als verteller en de rol van het publiek als toehoorders. Een ander optreden start, onderbroken door zangerig gestotter, als volgt: “Men ziet in het begin een gast aankomen op het podium en vanaf het begin is het eigenlijk duidelijk dat er iets niet klopt.

## Beknopte bibliografie
- Terrasses, éditions Mix, Paris, 2004 ;
- Blanche, éditions Mix, Paris, 2004 ;
- Cavales, éditions Mix, Paris, 2005 ;
- Retirez la sonde, éditions de l'Ane qui butine, Lille-Mouscron, 2007 ;
- Technique de pointe (tirez à vue), Le Quartanier, Montréal, 2007.
- Du toucher. Essai sur Pierre Guyotat, éditions publie.net, 2008.
- Neuf polars de saison, éditions publie.net, 2008.
- Blanche Rouge, éditions de l'Arbre à Paroles, Amay, 2009.
- Boest, op plaat en vinyl, Demian, 2009.
- Brrr! Polars expérimentaux, éditions Voix, Elne, 2010.
- Post crevette, éditions de l'Ane qui butine, Lille-Mouscron, 2010.
- Emissions, éditions Voix, Elne, 2010.
- Psychopathische Polar, The Cover Mountain, Corvus, 2011.
- Tout Public, les Petits Matins, Paris, 2011.
- Les Morts Rigolos, Les Petits Matins, 2014.